# Paul Schachter
Paul Morris Schachter (22 de mayo de 1929 - 26 de noviembre de 2012) fue un lingüista estadounidense especializado en el idioma tagalo, lengua de la que escribió junto a la lingüista filipina Fe T. Otanes la primera gramática científica.

## Biografía
Paul Schachter nació en Brooklyn Nueva York. Se graduó en la Columbia University. Defendió su tesis doctoral en Lingüística en la UCLA, antes de que se creara el departamento correspondiente de Lingüística. Fue profesor en la UCLA durante 30 años. En 1975 obtuvo el Distinguished Teaching Award.
Schachter comenzó participando en la "escuela" de Chomsky, de la que se apartó finalmente al final de la década de 1980 para compartir el marco de la "Generalized phrase structure grammar".

## Publicaciones
- Schachter, Paul 2007 "Parts-of-speech systems" en  Timothy Shopen (ed.) Language Typology and Syntactic Description Second Edition: Volume 1: Clause Structure. 1-60. DOI: 10.1017/CBO9780511619427.001
- Reid, Lawrence y Paul Schachter 2008 (2ª ed.) "Tagalog." en Bernard Comrie (ed.) The World's Major Languages, capítulo 47. Londres: Routledge, .
- Schachter, Paul y Fe T. Otanes 1972 A Tagalog Reference Grammar Los Angeles: University of California Press
- Schachter, Paul "Functional syntax and universal grammar" en Lingua 69: 172-186. DOI: 10.1016/0024-3841(86)90083-5
- Schachter, Paul 1985 "Lexical functional grammar as a model of linguistic competence" en Linguistics and Philosophy 8: 449-503. DOI: 10.1007/BF00637413
- Schachter, Paul 1984 "A note on syntactic categories and coordination in GPSG" en Natural Language and Linguistic Theory. 2: 269-281. DOI: 10.1007/BF00133788
- Schachter, Paul 1968 A Contrastive Analysis of English and Pangasinan
- Schachter, Paul y Susan Mordechay 1983 "A Phrase-Structure Account of 'Nonconstituent' Conjunction." Proceedings of the West Coast Conference on Formal Linguistics 2, pp. 260-274.
- Stockwell, Robert, y Paul Schachter 1962. "Rules for a Segment of English Syntax." [ciclostil] Los Angeles: University of California.
- Stockwell, Robert, Paul Schachter y Barbara Partee 1973 (1969) The Major Syntactic Structures of English New York: Holt, Rinehart and Winston.